# Луцька замкова книга

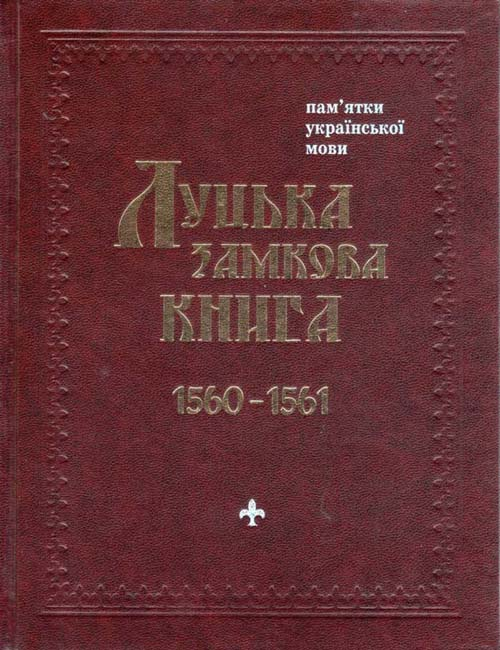
Луцька замкова книга 1560-1561 рр

Луцька замкова книга — реєстр адміністративних, нотаріальних та судових справ (записів), що вчинялися посадовими особами Луцького замкового уряду. Як актова книга  Луцька замкова книга є важливим історичним джерелом з  історії Волині часів її перебування у складі Великого князівства Литовського. Пам'ятка української мови.

## Історичне джерело
Актові книги в різні часи мали свої назви, це залежало від установи, в якій вони випускалися, від мови, якою друкувалися, та правових межах, в яких діяли. Інші варіанти назв актових книг: урядові, судові, замкові, записові, ґродські (acta castrensia), земські (actaterrestria), підкоморські, лави (acta iudicii civilic: scabinalis), війтівські (acta officii advocatialis). Їхня узагальнена сучасна назва — книги судово-адміністративних установ. Ця пам'ятка писемної культури світських органів регіональної влади у Волинській землі є продуктом канцелярського справочинства. Її ще можна вивчати з точки зору розвитку письма та ділового мовлення в атмосфері релігійної свідомості православної культури, яка ще панувала на той час на українських і білоруських землях Великого князівства Литовського, Руського і Жемайтійського. Українські землі Європа у XVI ст. ототожнювала з землями «Русі» і відносила до Європейської Сарматії, через що мова, якою написана пам'ятка, називалася «руською».
З огляду на вкрай уривчасту джерельну базу з історії Правобережної України XVI ст., землі якої входили до складу Великого князівства Литовського, Руського і Жемайтійського книги великокнязівських урядників (маршалків, старост, воєвод, намісників, державців) приблизно з 1560-х років є наймасовішим різновидом офіційних джерел світської влади. Для українських земель за своєю значущістю судово-адміністративні книги регіональних урядників стоять з документацією канцелярії великого князя литовського — як копіями Литовської Метрики (державний архів ВКЛ), так і чисельними окремими документами, що відклалися в залишках родових архівів князів і шляхти (в оригіналах, у копіях судової документації, в регестах).

## Історія виникнення
Генеза актових книг безпосередньо пов'язана з генезою судово-адміністратитивних установ, інститутів писаного права та правової системи в цілому. Появу урядових книг слід пов'язувати з поширенням «писаного права» західного зразка, а також з формуванням станово-територіального (боярсько-шляхетського) суспільства. На сторінках актових книг відбита система самоврядування стародавніх судово-адміністративних установ, що діяли на руських землях. На руських землях Корони Польської (Галичина, Західне Поділля) поява актових книг пов'язана з запровадженням коронного права у 1434 р. (Руське воєводство) і у 1462 р. (Белзьке воєводство), яке потягло за собою уведення в дію ґродських (officia castrensia capitanealia) і земських (officia terrestria) судів, що існували в кожному повіті. На руських землях Великого князівства Литовського (зокрема, Київщині, Східному Поділлі, Волині) актові книги активно побутують протягом другої третини XVI ст. як продукт діловодства.
З точки зору інституційної належності Луцька замкова книга відноситься до книг судово-адміністративних установ регіонального підпорядкування старост і воєвод у сфері дії верховної влади великого князя литовського.
На сторінках урядових книг відбилась система функціонування ранньомодерних судово-адміністративних установ, що діяли на руських землях як Великого князівства Литовського, Руського і Жемайтіського, так і Корони Польської. Джерелознавчий аспект вивчення записів замкової книги обов'язково має вбирати в себе інституційні характеристики документів і записів, заснованих на розумінні того стану речей, який давав право і визначав сферу компетенцій старости (як великокнязівського намісника), замкових урядників і повітових суддів.

## Видання (публікації)
- «Луцька замкова книга 1560-1561 рр.» [Архівовано 3 березня 2018 у Wayback Machine.] / Підготували В. М. Мойсієнко, В. В. Поліщук; Відп. ред. В. В. Німчук. НАН України. Інститут української мови, Інститут української археографії та джерелознавства імені М. С. Грушевського; Житомирський державний університет ім. Івана Франка; Центральний державний історичний архів України, м. Київ. – Луцьк, 2013. – 733 с. – (Пам’ятки української мови. Серія актових документів і грамот).

У повному обсязі опубліковано одну з перших повністю збережених актових книг – Луцьку замкову
книгу за грудень 1560 та весь 1561 рік, яка нараховує 383 записи судових і нотаріальних справ, – фундаментальне історичне джерело з історії Волині. Це перша сформована книга за врядування князя Богуша Федоровича Корецького на посаді луцького старости. Замкова книга є продуктом повноважень і справочинства судово-адміністративної установи (замкового уряду) у столиці Волинської землі.
Матеріали справ відображають соціальну структуру та динаміку розвитку станового суспільства на
Волині напередодні Люблінської унії 1569 р. – князів, панів, шляхти, бояр, слуг, селян. Відображені господарські, майнові та конфліктні відносини між шляхетськими маєтками, посадовими особами (урядниками), луцькими міщанами, купцями. Вичерпно представлена сфера судочинства.
Текст пам’ятки є унікальним джерелом вивчення староукраїнської писемно-літературної мови в її північноукраїнському варіанті. Багато мовних та історичних фактів засвідчено вперше.